# 森奈津子
森 奈津子（もり なつこ、1966年11月23日 -）は、日本の小説家。東京都練馬区生まれ。
宇宙作家クラブ、本格ミステリ作家クラブの各会員。日本SF作家クラブの会員だったが、2024年10月現在は会員名簿に名前がない。
「森 奈津子」はペンネームではなく本名である。 
東京女子大学短期大学部英語科および立教大学法学部法学科卒業。女性護身術団体の代表理事を務めたこともある。
LGBT当事者団体「白百合の会」の代表。編集および執筆を担当した『人権と利権　「多様性」と排他性』（月刊紙の爆弾2023年6月号増刊）では、ColaboとLGBT活動家らを批判した。

## 主な作品

### 小説
- 『お嬢さまシリーズ』（1991～1994年 学研レモン文庫, 少女小説）
- 『花園学園シリーズ』（1991～1992年 学研レモン文庫, 少女小説）
  1. 『いつでもこの世は大霊界!』（1991年）
  2. 『帰ってきた女王様』（1992年）
- 『グースカ夢見る問題児』（1992～1993年 学研レモン文庫, 少女小説）
- 『ふしぎの丘』シリーズ（1992年 学研レモン文庫, 少女小説）
  1. 『ふしぎの丘の化け猫少年』 (1992年)
  2. 『ふしぎの丘の妖怪変化』 (1992年)
- 『あぶない学園』シリーズ（1993～1995年 学研レモン文庫, 少女小説）
  1. 『あぶない学園大さわぎ』 (1993年)
  2. 『あぶない学園キケンな少年』 (1994年)
  3. 『愛と青春のあぶない学園』 (1995年)
  4. 『禁断のあぶない学園』 (1995年)
- 『冒険はセーラー服をぬいでから』（1994年 ログアウト冒険文庫, 長編）
- 『惑星ヒミコ』シリーズ
  1. 『惑星ヒミコの貴婦人』<上> <下> (1994年 キャンバス文庫, 長編)
  2. 『猫転（ねこころび）伯爵、都へ行く』 (1996年 双葉ファンタジー・ノベルス, 長編)
- 『白百合館の変な人たち』（1998年 プレリュード文庫, 長編）
- 『ノンセクシュアル』（1998年, 長編）
- 『西城秀樹のおかげです』（2000年 イースト・プレス / 2004年 ハヤカワ文庫JA, SF短編集）
- 『あんただけ死なない』（2000年 ハルキ・ホラー文庫, 長編）
- 『かっこ悪くていいじゃない』（2001年 祥伝社文庫, 長編）
- 『姫百合たちの放課後』（2004年 フィールドワイ / 2008年 ハヤカワ文庫JA, 短編集）

- 『耽美なわしら』シリーズ（角川ＡＳＵＫＡノベルス, 連作短編集）
  1. 『耽美なわしら １ 黒百合お姉様 VS.白薔薇兄貴』（1996年）
  2. 『耽美なわしら ２ エビスに死す』（1997年）
- 『耽美なわしら 完全版』<上> <下>（2004年 フィールドワイ, 連作短編集）
- 『耽美なわしら』<1> <2>（2009年 ハヤカワ文庫JA, 連作短編集）（『耽美なわしら 完全版』を改題した文庫版。全2巻）
- 『からくりアンモラル』（2004年 早川書房 / 2007年 ハヤカワ文庫JA, 短編集）
- 『電脳娼婦』（2004年 徳間書店 / 2008年 徳間文庫, 短編集）
- 『ゲイシャ笑奴（えみやっこ）』（2004年 ぶんか社 / 2009年 徳間文庫 , 短編集）
- 『地下室の幽霊』（2004年 学研エンタティーン倶楽部）
- 『倉庫の中の美しき虜囚』（2005年 ベストセラーズ, 官能短編集）
- 『シロツメクサ、アカツメクサ』（2006年 光文社文庫, 短編集）
- 『踊るギムナジウム』（2006年 徳間書店, 短編集）
- 『先輩と私』（2008年 徳間書店 / 2011年 徳間文庫, 長編）
- 『二人のひとりあそび』（2009年 徳間書店, 官能短編集）
- 『スーパー乙女大戦』（2010年 徳間書店 / 2013年 徳間文庫, 長編）
- 『セクシーＧメン 麻紀＆ミーナ』（2011年 徳間文庫, 長編）
- 『あたしの彼女』（2014年 徳間文庫, 長編）

### エッセイ
- 『東京異端者日記』（1999年8月 廣済堂出版）

### 共著
- 『最後のY談』（2003年12月 二見書房） 中村うさぎ・岩井志麻子との鼎談本

### アンソロジー
- 『エロティシズム12幻想』（2000年2月 エニックス / 2002年3月 講談社文庫）「翼人たち」
- 『怪談実話 FKB 饗宴3』（2012年6月 竹書房文庫）「隣人一家の謎の災難」「金縛り体験記」「明子おばけ」

### 電子本
- 『姫百合たちの放課後』（1997年）
- 『姫百合日記』（1997年）
- 『いなくなった猫の話』（1999年）
- 『一郎と一馬』
- 『語る石』
- 『フラスコの中の親指姫』
- 『カンヅメ』
- 『インモラルΨラボ』（2017年- パルソラ イラスト：天野しゅにんた)

### その他
- 『人権と利権　―「多様性」と排他性―』（鹿砦社　2023年6月）